# Naturschutzgebiet Vollhöfner Weiden
Das Naturschutzgebiet Vollhöfner Weiden liegt in den Hamburger Gemarkungen Altenwerder, Francop und Moorburg zwischen Francop und Altenwerder im Bezirk Harburg. Das 67 Hektar große Naturschutzgebiet ist im westlichen Bereich durch die Alte Süderelbe, im Norden von der Straße Vollhöfner Weiden und im Osten durch die geplante Hamburger Hafenbahn begrenzt.
Das Naturschutzgebiet ist ein vielfältiger Lebensraumkomplex aus einem Weiden-Pionierwald, Röhrichten, Silbergrasfluren und sonnigen Uferstaudensäumen mit den darin beheimateten artenreichen Lebensgemeinschaften.

## Geschichte der Unterschutzstellung
Die Hamburg Port Authority (HPA) plante die Fläche ab 2015 als Hafenerweiterungsgebiet ein, wogegen Umweltinitiativen klagten. 2019 wurde eine Rodung des Waldgebietes befürchtet. Die „Klimaschutzinitiative Vollhöfner Wald“ veranstaltete Waldspaziergänge, im Oktober 2019 war ein Baum kurzzeitig besetzt. Die Harburger Bezirksversammlung positionierte sich gegen die Rodung und der Senat einigte sich auf einen Rodungsstopp bis zur Bürgerschaftswahl 2020.
Im Koalitionsvertrag des Senats Tschentscher II wurde 2020 der Erhalt des Waldes festgesetzt. Die Verordnung über das Naturschutzgebiet wurde am 18. Februar 2025 vom Hamburger Senat beschlossen.

## Tier- und Pflanzenwelt
Es handelt sich bei den Vollhöfner Weiden größtenteils um Waldflächen, die natürlich aufgewachsen sind und seit mehr als 60 Jahren nicht bewirtschaftet wurden. Sie unterliegen auch zukünftig dem Prozessschutz und werden sich somit zu einem Stück Wildnis mitten in Hamburg entwickeln. Neben den dominierenden Wäldern finden sich auch besonders wertvolle Schilfröhrichte, Silbergrasfluren und sonnige Uferstaudensäume im Naturschutzgebiet. Den im Schutzgebiet dominierenden Lebensräumen der Wälder ist neben der Schönheit und der landschaftlichen Eigenart auch eine besondere Bedeutung als Lebensraum für spezialisierte und gefährdete Tiere und Pflanzen eigen. So wachsen hier verschiedene Pflanzenarten der Auwälder, die in der Roten Liste Hamburgs zu finden sind, wie das gefährdete Fluss-Greiskraut, die Sumpf-Gänsedistel oder die Walzen-Segge.

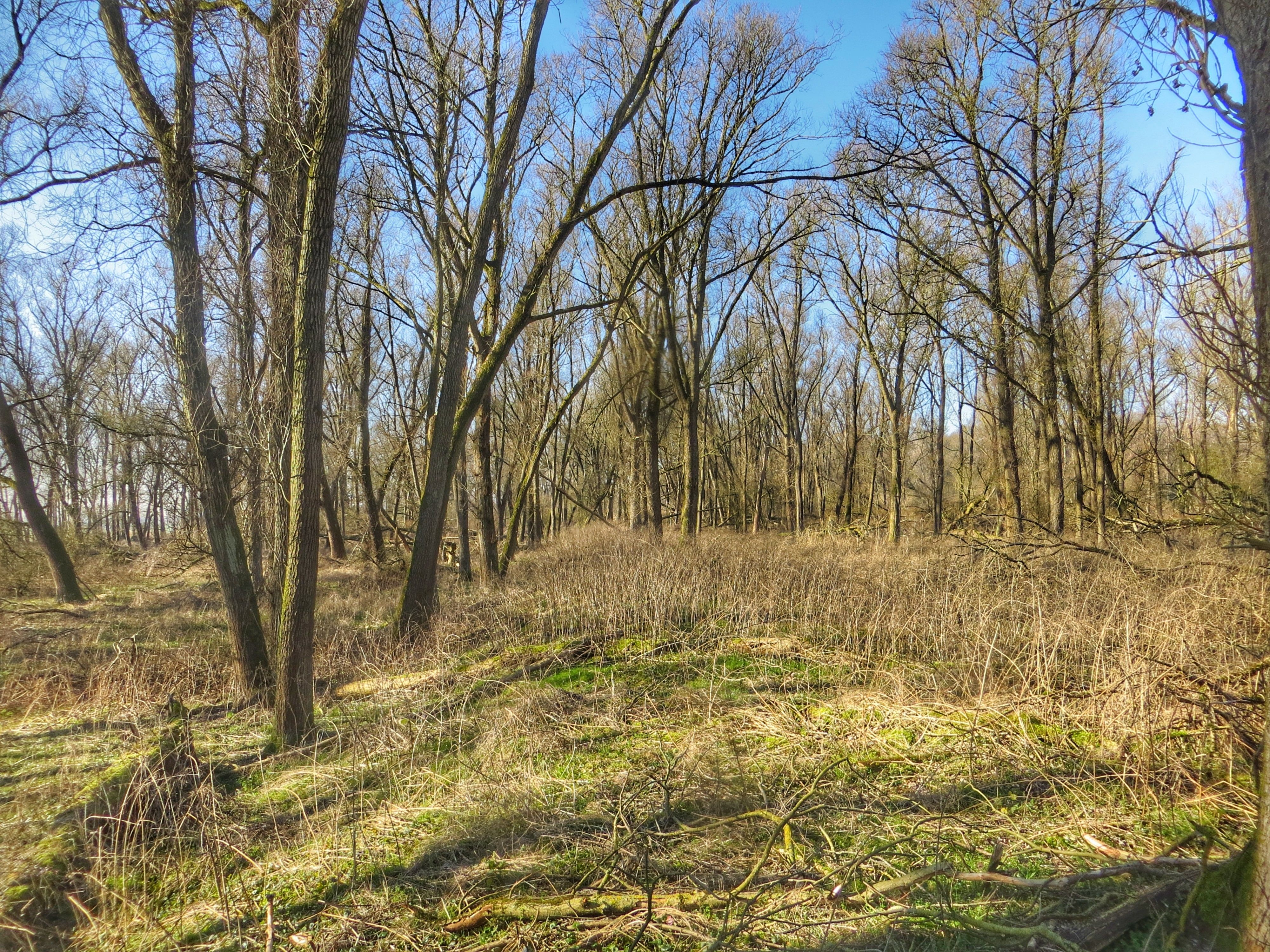
Aus mächtigen Silberweiden aufgebauter, strukturreicher Pionierwald

In der Alten Süderelbe leben außerdem gefährdete Fischarten, wie der nachtaktive Schlammpeitzger, der sich tagsüber in den Schlamm der Gewässersohle eingräbt und deshalb auf Unterhaltungsmaßnahmen, wie Grundräumung und Entschlammung der Sohle, empfindlich reagiert. Die Art ist in Anhang II der FFH-Richtlinie gelistet und daher auch auf europäischer Ebene geschützt.
Die gefährdete Beutelmeise als Zeigerart für Auwälder bewohnt Weidengebüsche und Ufergehölze an großen Flussläufen, Bächen oder Altwässern. Dabei werden reich strukturierte Standorte mit einem Mosaik aus kleinen Gewässern, Gehölzbeständen und Röhrichten bevorzugt. Ihre kunstvollen Nesthöhlen aus Pflanzenwolle, Tierhaaren und Blattfasern, die sie an den äußeren Astspitzen von Bäumen und Büschen anlegen, sind auch in den Vollhöfner Weiden leicht zu erkennen. Im Westen des Gebietes an der Alten Süderelbe kann man den Eisvogel beim Fischen beobachten. Für ein reichhaltiges Höhlenangebot in den Bäumen der Vollhöfner Weiden sorgt neben vielen Buntspechten auch der gefährdete Kleinspecht.
Es konnte das Vorkommen der Fledermausarten Kleiner Abendsegler, Großer Abendsegler, Zwergfledermaus, Mückenfledermaus, Rauhautfledermaus, Teichfledermaus, Wasserfledermaus und Breitflügelfledermaus in den Vollhöfner Weiden kartiert werden. Kleinabendsegler, Großer Abendsegler, Rauhaut- und Wasserfledermaus sind baumbewohnende Fledermäuse. Jeder Baum mit entsprechenden Strukturen (Höhlen, Risse, abplatzende Rinde o. ä.) kann grundsätzlich von Fledermäusen bewohnt werden, ohne dass dies immer von außen zu erkennen ist. Die fehlende Nutzung des Waldes und die stetige Zunahme des Wildnis-Charakters schützt und befördert die Anzahl an Quartierbäumen für die Fledermäuse. Die Vollhöfner Weiden bilden mit ihrer komplexen Biotopstruktur einen Ganzjahreslebensraum für lokale Fledermausvorkommen und sind durch die relative Nähe zur Elbe ebenfalls relevant für durchziehende Fledermausarten.

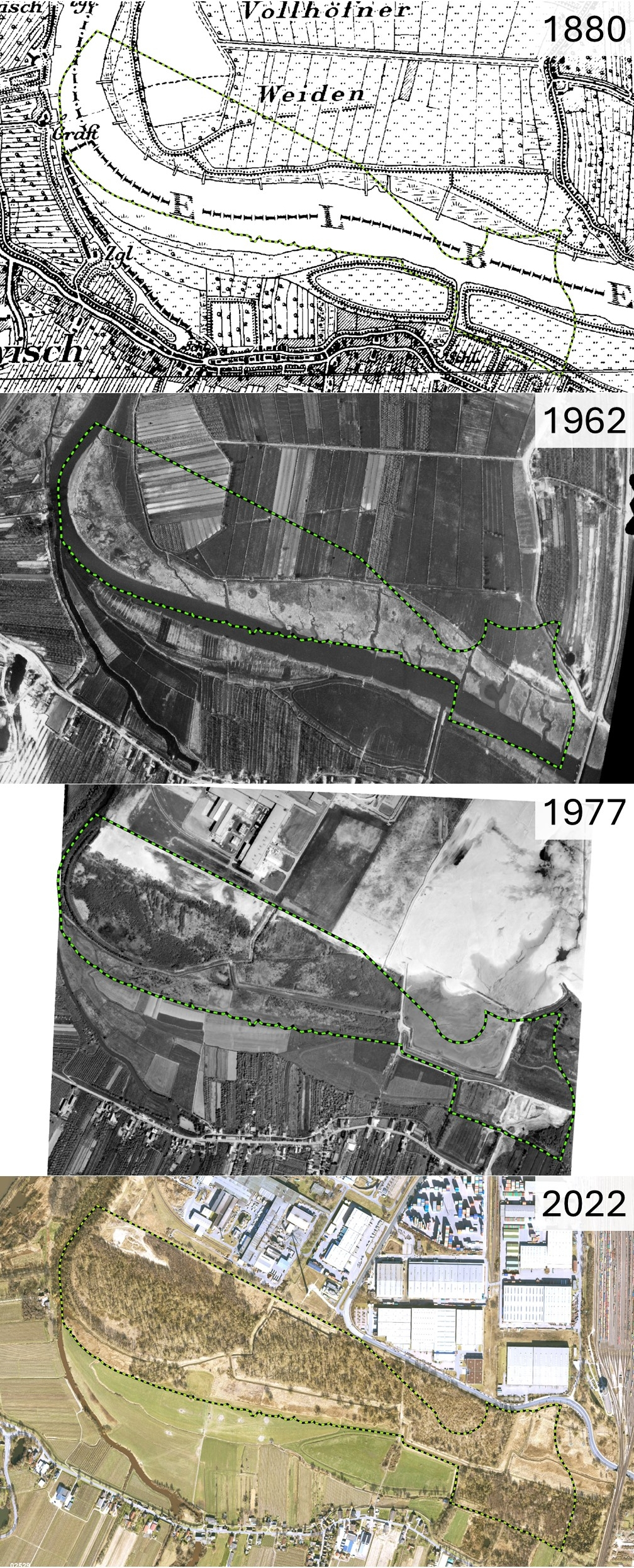
Gebietsentwicklung von 1880 (Preußische Landesaufnahme) bis 2022; schwarzgrüne Strichlinie: Naturschutzgebiet

Aus den Vollhöfner Weiden sind zahlreiche seltene und gefährdete Käferarten bekannt, die in den Roten Listen Schleswig-Holsteins / Hamburgs nördlich der Elbe oder/und der Bundesrepublik Deutschland geführt werden. Darunter befinden sich zwei Arten, die wegen ihrer hohen Ansprüche an die Qualität und Kontinuität der von ihnen besiedelten Strukturen zu den sogenannten Urwaldrelikt-Arten gehören, den bundesweit anspruchsvollsten Alt- und Totholzbewohnern. Dies sind der in der Roten Liste von Schleswig-Holstein bisher nicht erfasste Stutzkäfer Abraeus parvulus und der Kurzflügler Quedius truncicola. Der mulmbewohnende Abraeus parvulus ist in Hamburg außer aus den Vollhöfner Weiden nur noch aus dem Naturschutzgebiet Die Reit bekannt. In den Vollhöfner Weiden wurden viele typische Auwald-Arten und seltene bis extrem seltene Käferarten mit ihrem norddeutschen Verbreitungsschwerpunkt in der Elbtalaue gefunden. Der Wiesen-Rundrüssler Omiamima mollina wurde bisher nur zum Beispiel im Elbtal von der unteren Mittelelbe bis Hamburg festgestellt, während der Traubenkirschen-Blütenstecher Anthonomus humeralis eine charakteristische Rüsselkäferart der Au- und Bruchwälder ist. Eine Besonderheit der Vollhöfner Weiden stellen auch Käfer dar, die Ameisennester bewohnen, wie der Ameisenkäfer Scydmaenus perrisi und der Palpenkäfer Batrisodes delaporti.

## Boden
Die Vollhöfner Weiden befinden sich größtenteils auf einem Altspülfeld mit industrieller und gewerblicher Überprägung sowie einer östlichen altlastverdächtigen Fläche. Bei der Verdachtsfläche handelt es sich um eine 0,2 bis 5,6 m mächtige Verfüllung, vorwiegend bestehend aus humosen bzw. schluffigen Sanden. Als Beimengungen fanden sich Ziegelsplitter, Schlick und in Lagen, Schlacke, Bauschutt, Beton-, Schilf- und Schalenreste. Es wurden Konzentrationen einzelner Schwermetalle geringfügig oberhalb der natürlicherweise zu erwartenden Werte festgestellt. Die Schadstoffe stellen im Rahmen der Gefahrenabwehr und bei der gegenwärtigen Nutzung keine Gefahr dar. In tieferen Bodenschichten sind für Altspülfelder typische Schadstoffe wie Schwermetalle, Mineralölkohlenwasserstoffe oder polyzyklische Aromaten nicht auszuschließen.

## Erreichbarkeit und Wegeführung
Im Schutzgebiet sind keine öffentlichen Wege vorhanden und es kann von der Straße Vollhöfner Weiden eingesehen werden.

## Namensbedeutung

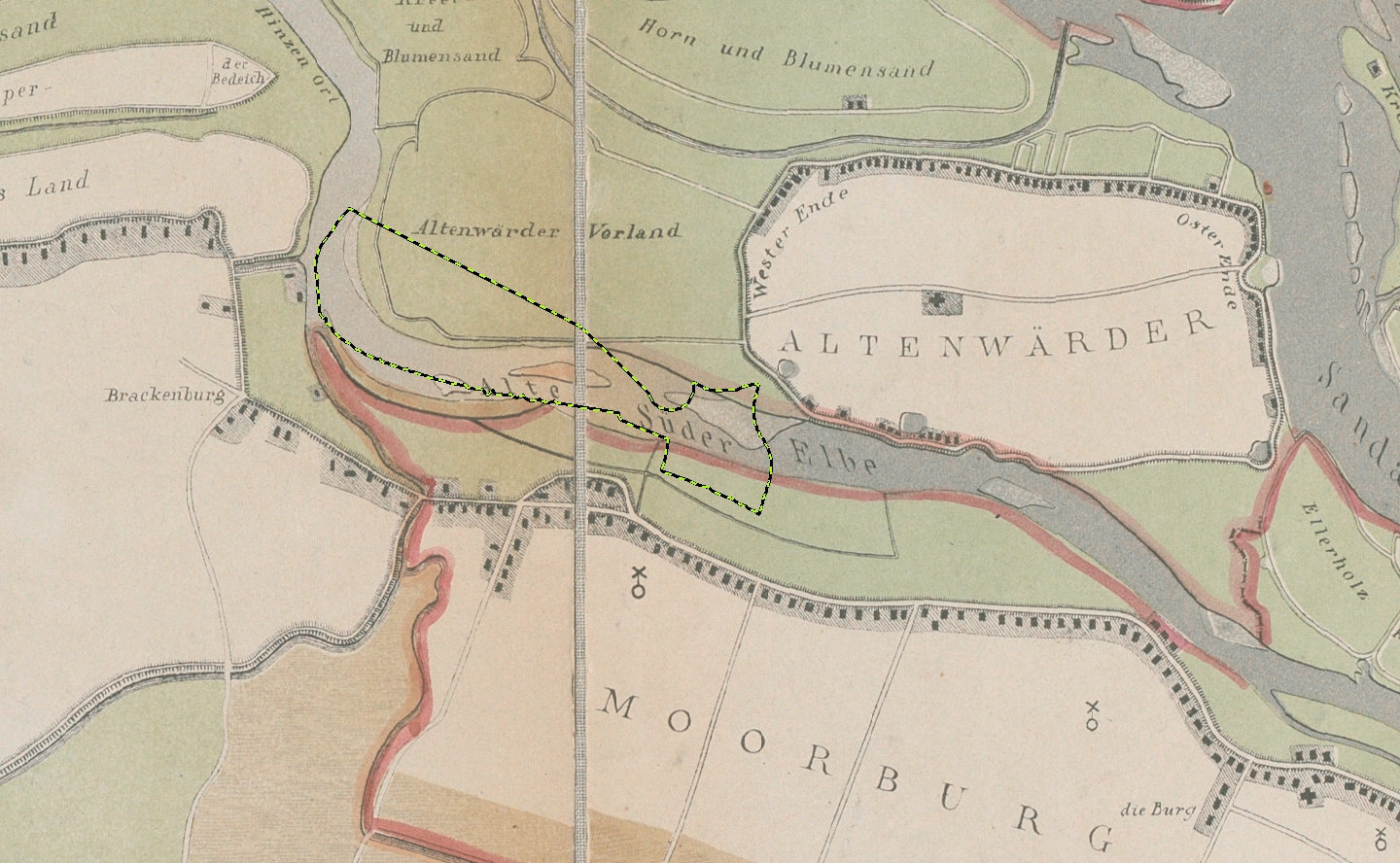
Wandkarte von Wichmann, 1866, Ausschnitt Altenwärder Vorland; schwarzgrüne Strichlinie: Naturschutzgebiet

In der Wandkarte von Wichmann wird das Gebiet 1866 als Altenwärder Vorland gekennzeichnet, in der Preußischen Neuaufnahme 1880 als Vollhöfner Weiden. Höfner bezieht sich auf Hufner, einen Bauern, der als Grundbesitz eine Hufe Land bewirtschaftet. Vollhufner waren die Inhaber einer vollen Bauernstelle. Das Hamburger Fremdenblatt berichtet am 13. Oktober 1912 von einem Streit zwischen den Altenwerder Vollhöfnern und Nichtvollhöfnern um einen erstmaligen Eintrag ins Grundbuch der großen Weide, die früher eine Gemeindeweide gewesen und als Weide für Kleinvieh von allen Bewohnern von Altenwerder gemeinsam genutzt worden war.